# Farid Hannoun
Farid Hannoun (ur. 8 października 1976) – algierski zapaśnik walczący przeważnie w stylu wolnym. Srebrny medalista igrzysk afrykańskich w 2003. Zdobył osiem medali na mistrzostwach Afryki w latach 1994–2005. Szósty na igrzyskach śródziemnomorskich w 1997 i ósmy w 2001. Brązowy medalista igrzysk panarabskich w 2004. Wicemistrz arabski w 1995 roku.